# Конча-Заспа (санаторій)
Санаторій «Конча-Заспа» — є державним підприємством лікувально-оздоровчого профілю, юридично підпорядкованим Державному управлінню справами України. Діє на самоокупних госпрозрахункових засадах і в останні роки практично не отримує дотацій з Державного бюджету України.
Розташований в історичній місцевості Конча-Заспа південної частини Голосіївського району міста Києва по Столичному шосе, 215.

## Історія
У дорадянські часи ці землі належали Видубицькому монастирю, частково — російській царській родині.
Після завершення Другої світової війни, керівництво Української РСР вирішило побудувати спеціальний палац на випадок приїзду в Україну очільника СРСР Йосипа Сталіна.
Поблизу великого чистого джерельного озера Конча почалися значні підготовчі роботи, які тривали з 1949 по 1957 рік, під час яких активно використовувалася праця німецьких військовополонених.

Архітектор Борис Жежерін

Головним автором проєкту палацу був затверджений архітектор Жежерін Борис Петрович. За основу проєкту були взяті взірці палаців Підмосков'я, у яких перебував Сталін. Основний палац зведено в стилі класицизму. Головний фасад будівлі з боку Столичного шосе має чотириколонний портик дорійського ордеру, увінчаний трикутним фронтоном.
Для забезпечення фізичного захисту палацу і самого керівника СРСР були насипані великі земляні ескарпи-вали, сам палац розташовано таким чином, щоб він взагалі не проглядався з боку Столичного шосе. На території були розташовані непомітні майданчики для охоронців, з яких проглядалися усі прогулянкові стежки.
З багатьох ботанічних садів України сюди були завезені найкращі дерева та кущі, загалом понад 120 видів. Було споруджено оригінальний фонтан в ампіро-класичному стилі, який діє і донині. Незважаючи на капітальні ремонти споруди, здійснені у 80-х роках XX століття та на початку XXI століття інтер'єри палацового комплексу санаторію збережені у первісному вигляді. Наразі, основна споруда санаторію та його територія є одним з найкращих садово-палацових комплексів Києва, Київської області, України та Європи. Тут регулярно організовуються туристично-оглядові екскурсії для національних та зарубіжних туристів.

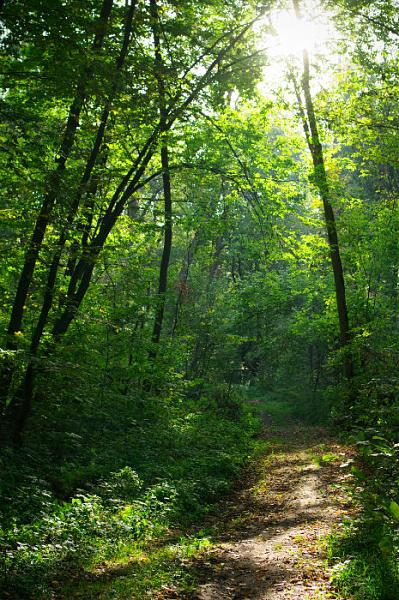
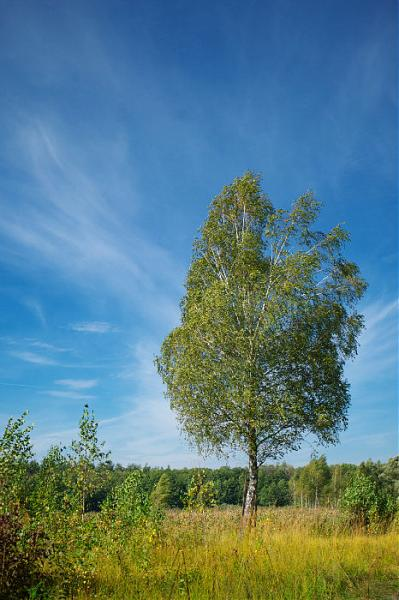
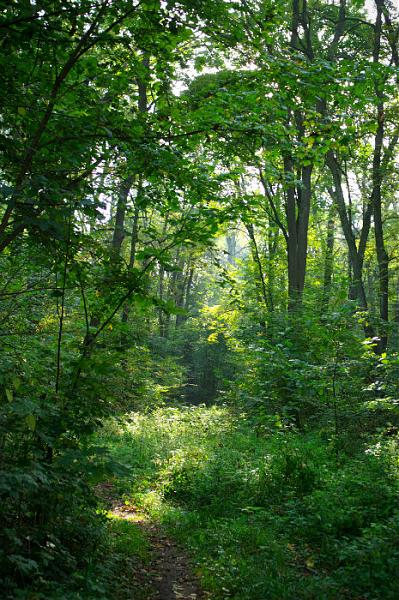

Після смерті Сталіна керівництвом УРСР вирішено перетворити палац у Клінічний санаторій, підпорядкований Четвертому управлінню Міністерства охорони здоров'я республіки, яке обслуговувало найвищу номенклатуру Компартії України, керівників основних державних органів УРСР, Героїв Радянського Союзу, Героїв соціалістичної праці, академіків усіх республіканських академій наук УРСР, народних артистів України та осіб з найвищими почесними званнями республіки. Офіційно санаторій був відкритий 15 червня 1957 року.

## Сучасний стан
В часи незалежності України, Указом Президента України, санаторій був підпорядкований Державному управлінню справами України. Наразі тут може лікуватися і проживати будь-який громадянин України та інших держав. Санаторій розрахований на 220 місць, половина з яких призначена для лікування громадян за путівками-направленнями органів соціального страхування.
Має сертифікат вищого рівня медичної акредитації. Спеціалізується на лікуванні серцево-судинної, нервової систем та опірно-рухомого апарату. Задіяно систему замовного дієтичного харчування. Наявна суттєва бальнеологічна база. Функціонує сучасний великий плавальний басейн. На впорядкованій території площею 45,16 га створені лікувальні пішохідні стежки-теренкури довжиною понад 3000 метрів. Діє повноцінний піщаний пляж з усією необхідною інфраструктурою, човнова станція. Наявне поштове відділення Київ-84. Санаторій має надійний автомобільний зв'язок в напрямку Автостанції та станції метро «Видубичі». В санаторії діє сучасний кіно-концертний та танцювальні зали, де щодня організовуються різноманітні культурно-розважальні заходи. Діє одна з найкращих в Україні санаторних бібліотек з книжково-журнальним фондом понад 60 000 екземплярів.

## Персоналії
Тут тривалий час лікувалися-відпочивали відомі герої другої світової війни: всесвітньовідомий льотчик-герой Олександр Покришкін, знамениті очільники партизанського руху України герої війни Сидір Ковпак та Олексій Федоров, всесвітньовідомий розвідник Герой України Євген Березняк, який врятував старовинне місто Краків від повного знищення.

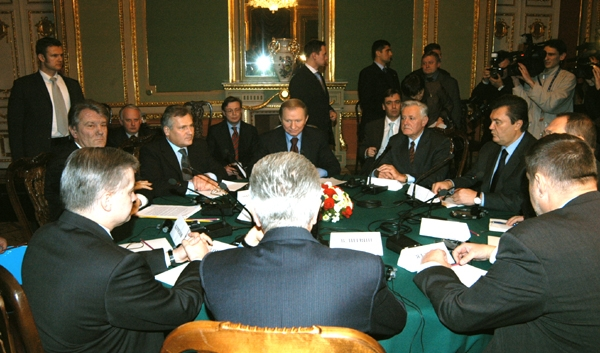
Переговори між тодішнім Президентом України та кандидатами в Президенти

У санаторії відпочивали та виступали з концертами відомі співаки: Іван Паторжинський, Борис Гмиря, Микола Ворвулєв, Юрій Гуляєв, Костянтин Огнєвий, Микола Кондратюк, Гізела Ципола, Лариса Остапенко, Григорій Гаркуша ; Герої України: Євгенія Мірошніченко, Ніна Матвієнко, Ольга Басистюк, Дмитро Гнатюк та інші.
Тривалий час тут лікувалися-відпочивали відомі митці-Народні артисти України: Роман Балаян, Леонід Биков, Стефан Турчак, Микола Яковченко, Наталія Ужвій, Євген Пономаренко, Ігор Шведов, Павло Вірський, Георгій Майборода, Платон Майборода; Герої України: Олександр Білаш, Анатолій Паламаренко та багато інших.
В санаторії відпочивали та створювали свої визначні твори видатні письменники: Остап Вишня, Володимир Сосюра, Юрій Смолич, Натан Рибак; письменники-академіки: Павло Тичина, Максим Рильський, Михайло Стельмах, Микола Бажан, Олесь Гончар; письменники-академіки-Герої України: Іван Дзюба, Борис Олійник; письменники-Герої України: Павло Загребельний, Юрій Мушкетик та багато інших. 

## Важливі історичні події
У листопаді 2004 року в санаторії «Конча-Заспа» під час відомих подій Помаранчевої революції відбулися переговори між тодішнім Президентом України Леонідом Кучмою, кандидатами в Президенти України Віктором Ющенком та Віктором Януковичем, за участю Президента Польщі Олександра Квасневського та повноважного представника Європейського Союзу Хав'єра Солани, на якому було прийнято п'ятистороннє рішення (офіційно підписане у Маріїнському палаці) про повторні вибори Президента України 2004 року, які відбулися 26 грудня і в результаті яких Президентом України більшістю голосів був обраний Віктор Ющенко. Приміщення санаторію були обрані для важливих переговорів через повне блокування центру Києва та Адміністрації Президента України, а також з причин близького розташування державної дачі Леоніда Кучми.